# Jason Maxiell
Jason Dior Maxiell (ur. 18 lutego 1983 w Chicago) – amerykański koszykarz, występujący na pozycji silnego skrzydłowego.
Po opuszczeniu Newman Smith High School w 2001 roku, Maxiell rozpoczął występy na University of Cincinnati, gdzie przez cztery lata występował pod wodzą trenera Boba Hugginsa. W trakcie swojej akademickiej kariery uzyskał wiele wyróżnień oraz nagrodę dla najlepszego rezerwowego konferencji USA.
Opuszczając uczelnię uplasował się na 11 miejscu wśród najlepszych strzelców w historii University of Cincinnati z łączną liczbą 1566 zdobytych punktów (13 miejsce na liście najlepszych strzelców w historii konferencji USA) oraz drugim w blokach (252 – 4 miejsce w C-USA). Rozegrał również drugą najdłuższą serię spotkań z rzędu (129) w historii Bearcats, w tym 77 spotkań w składzie podstawowym.
Do NBA został wybrany w drafcie 2005 roku z numerem 26 przez Detroit Pistons, z którymi spędził kolejne 8 lat swojej kariery. 31 października 2008 roku, jeszcze przed wygaśnięciem debiutanckiej umowy, podpisał jej przedłużenie na kolejne cztery lata za kwotę 20 milionów dolarów.
18 lipca 2013 roku, po zakończeniu kontraktu z Pistons, związał się dwuletnią umową z Orlando Magic, opiewającą na sumę 5 milionów dolarów. 4 lipca 2014 został zwolniony przez klub.
28 września 2014 roku podpisał umowę z Charlotte Hornets.

## Osiągnięcia
Stan na 12 listopada 2017, na podstawie, o ile nie zaznaczono inaczej.
NCAA
- Uczestnik:
  - II rundy turnieju NCAA (2002, 2004, 2005)
  - turnieju NCAA (2002–2005)
- Rezerwowy Roku Konferencji USA (2002)
- Mistrz:
  - turnieju konferencji American (2002, 2004)
  - sezonu regularnego konferencji American (2002, 2004)
- Zaliczony do:
  - I składu:
    - najlepszych pierwszorocznych zawodników konferencji USA (2002)
    - turnieju C-USA (2004)

  - II składu konferencji USA (2004, 2005)
- Lider konferencji USA w blokach (2005)

NBA
- Zaliczony do:
  - I składu ligi letniej NBA (2005)
  - II składu ligi letniej NBA w (2006)

## Rekordy kariery
- Minuty: 44 vs. Golden State Warriors – 14.11.2007
- Punkty: 28 vs. Washington Wizards – 11.04.2008
- Zbiórki: 16 vs. Houston Rockets – 7.03.2010
- Bloki: 6 (3–krotnie)